# تشیکوویتسه (ناحیه هودونین)
تشیکوویتسه (به چکی: Čejkovice) یک منطقهٔ مسکونی در جمهوری چک است که در ناحیه هودونین واقع شده‌است. تشیکوویتسه ۲۵٫۰ کیلومتر مربع مساحت و ۲٬۴۹۷ نفر جمعیت دارد و ۲۰۸ متر بالاتر از سطح دریا واقع شده‌است.